# Kraftledningen Untra–Värtan

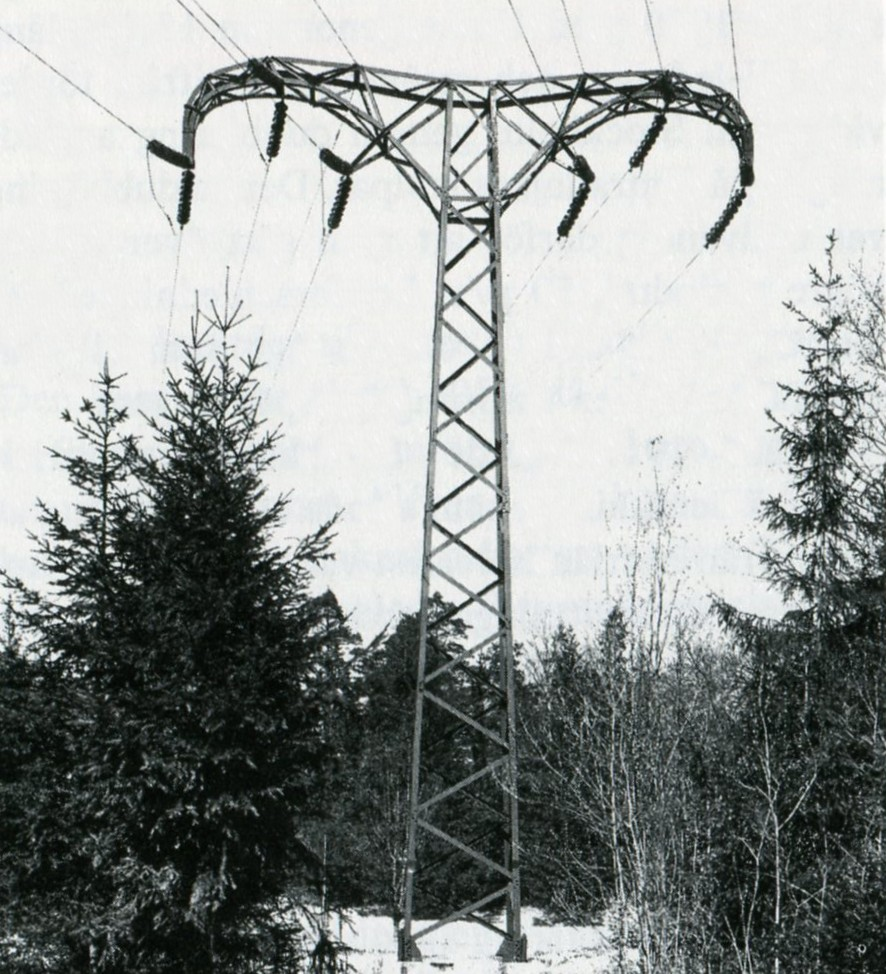
Ledningsstolpe anno 1918, "dekorativ i terrängen".

Kraftledningen mellan Untra och Värtan är en högspänningsöverföring mellan Untraverket vid Untrafjärden i Dalälven i norra Uppland och Värtaelverket i Stockholm. Ledningen är 132,6 kilometer lång och togs i drift den 23 december 1918. Den var på sin tid Sveriges längsta långdistansöverföring för högspänd trefas växelström. Kraftöverföringen inledde även Stockholms vattenkraftsepok som svarade i början för 90–95 procent av Stockholms elbehov.
I mitten på 1990-talet lades delar av ledningen vid Bergshamra i tunnel. År 2009 presenterade Svenska kraftnät planer på att gräva ner även ledningssträckan mellan Bergshamra och Danderyd, för att kunna bebygga dessa områden i framtiden, och i oktober 2016 färdigställdes arbetet. Arbete pågår även med att gräva ner fler luftledningar i området, något som väntas fortsätta från 2016 och framåt.

## Historik
Innan Untraverket stod klar producerades likström i Stockholm med hjälp av koleldade ångturbiner i Värtaverket. Untraverket byggdes på uppdrag av Stockholms stad 1911–18 och inledde därigenom Stockholms vattenkraftsepok. Redan år 1904 hade Stockholms stad förvärvat mark på båda sidor av Dalälven vid två vattenfall belägna vid Untrafjärden. Untraverkets vattenkraftsanläggning påbörjades 1911 men första världskriget fördröjde färdigställandet till december 1918.
Kraftöverföringen över en så lång sträcka som 132 kilometer blev möjlig genom en svensk uppfinning. Vid 1800-talets slut var endast likström kommersiellt användbart för eldistribution, men på flera håll i världen pågick utvecklingen av trefas växelströmssystem. En av pionjärerna på det här området var svensken Jonas Wenström, teknisk chef för Asea i Västerås, som lyckades år 1893 tillsammans med sin kollega Ernst Danielson med världens första kommersiella kraftöverföring enligt trefassystemet mellan Hällsjöns vattenfall och gruvsamhället Grängesberg i Bergslagen.

## Kraftledning Untra–Värtan

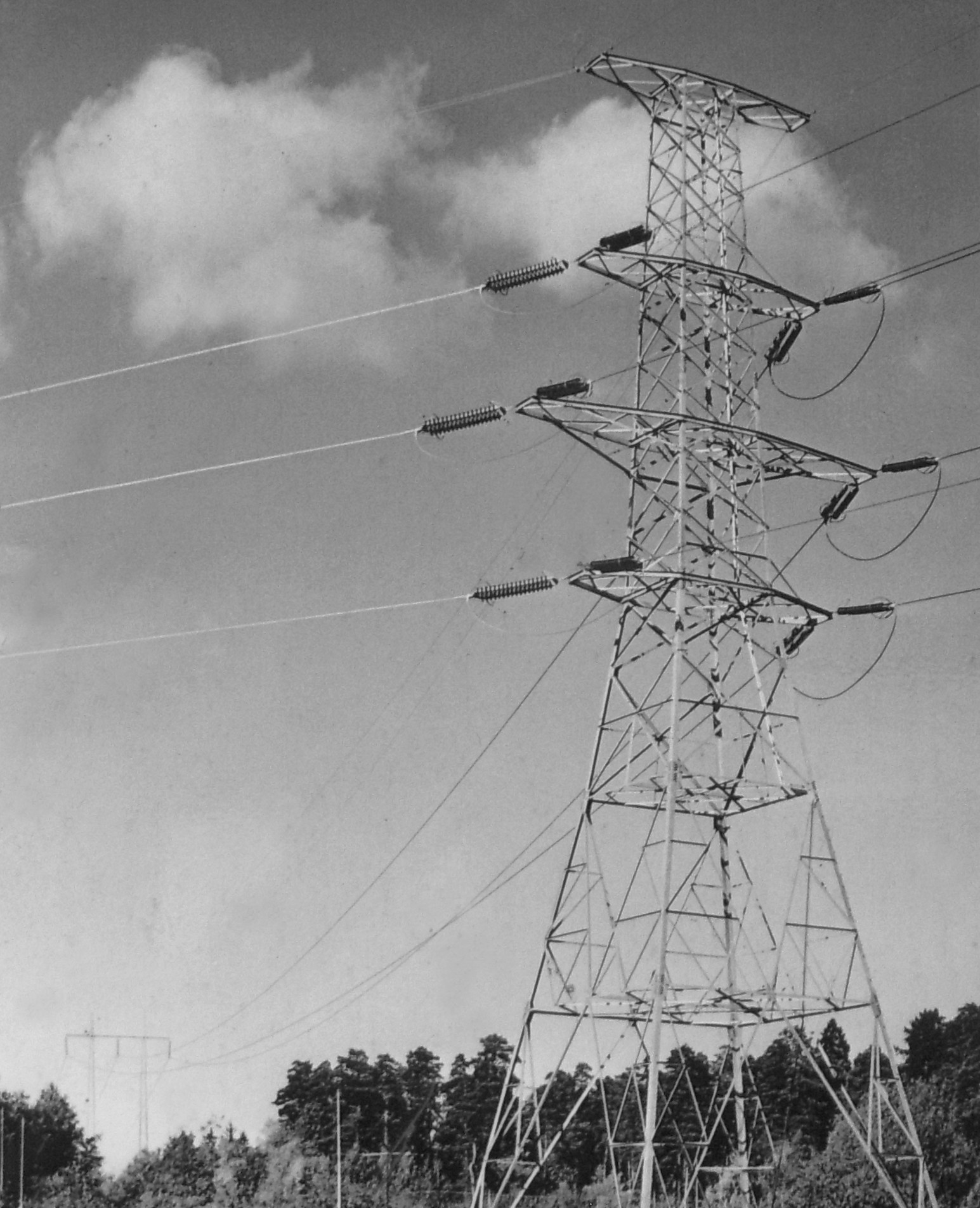
Ledningen (1948) vid Bergshamra koloniområde.

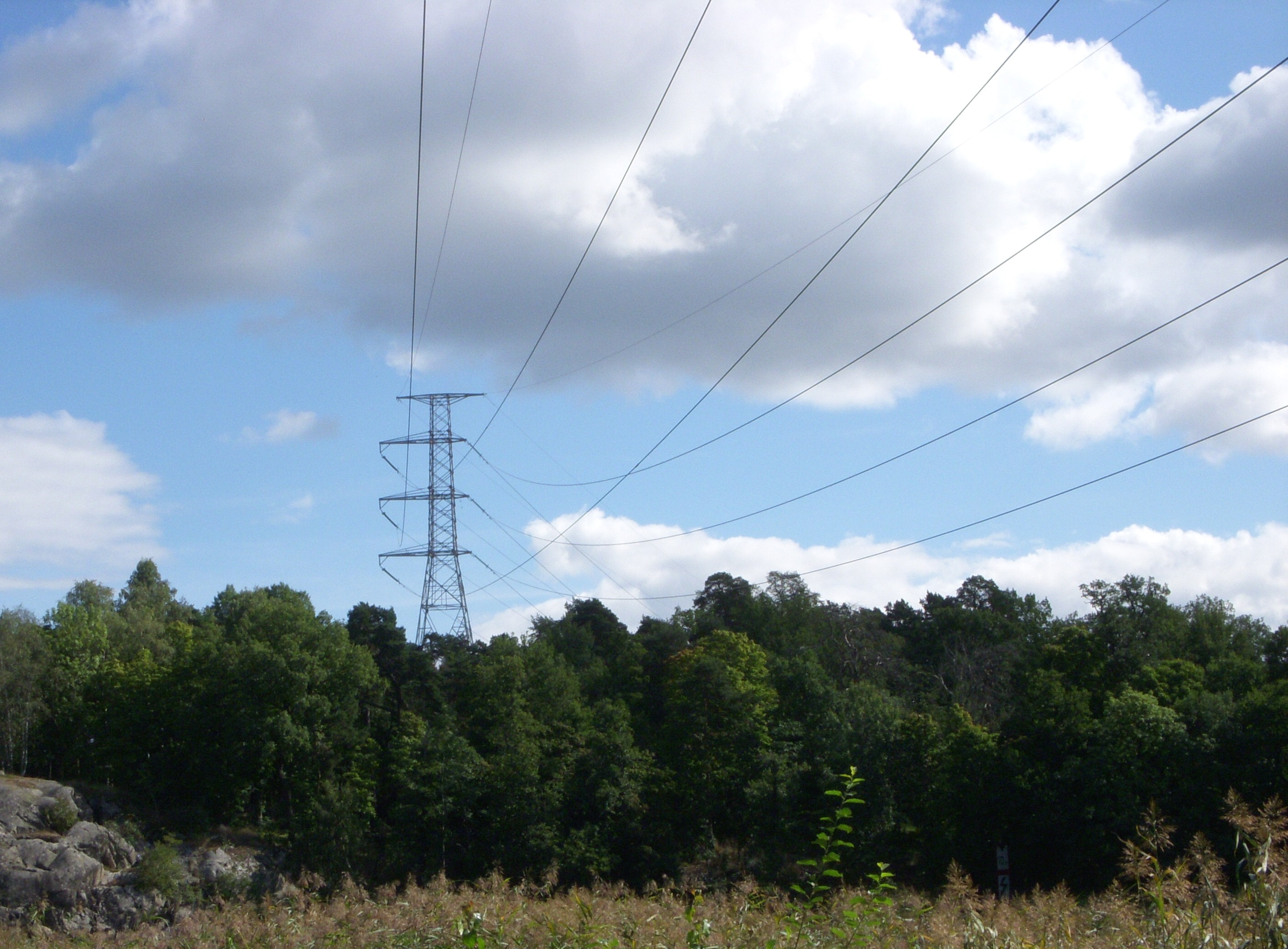
Ledningen från Ålkistan söderut (2010).

Den 28 december 1918 fick Stockholm för första gången elektrisk energi från ett eget vattenkraftverk via en 132,6 kilometer lång kraftledning från Untra kraftverk till Värtaelverket utförd för 100 000 volt och 25 hertz, då den ena av kraftledningens båda linjer sattes i drift. Överföringsspänningen var den högsta i Sverige och den näst högsta i Europa. Kraftledningen var planlagd av civilingenjör Karl J. Laurell vid Stockholms elektricitetsverk.
Kraftledningsstolparna hade utformats omsorgsfullt och samtiden menade att de var ”vackra och hade tilltalande former” och att de blev ”särdeles dekorativa i terrängen”. Kraftverket vid Untrafjärden hade till en början fyra vattenturbiner med en sammanlagd effekt av 30 megawatt, som matade Värtaverkets nya transformatorstation med högspänning.
Untra kraftverk svarade de första åren för mer än 90 procent av Stockholms elkraftförsörjning. Under 1920-talet tredubblades den totala elproduktionen från 83 till 240 gigawattimmar. År 1936 tillkom den femte turbinen i Untraverket som höjde produktionen till en normalproduktion på 250–270 gigawattimmar med toppnotering 297 gigawattimmar 1967. Vid Värtaverket nedtransformeras den höga spänningen till 6 000 volt, lämplig för strömmens införande till omformarstationerna i Stockholm. Därifrån matades Stockholms elnät med 110 volt likström (likströmsdistributionen i Stockholm var inte avvecklad förrän i början av 1970-talet). I mitten av  1940-talet byggdes kraftledningen om för att klara en överföring av 220 000 volt.

## Kraftledning i tunnel

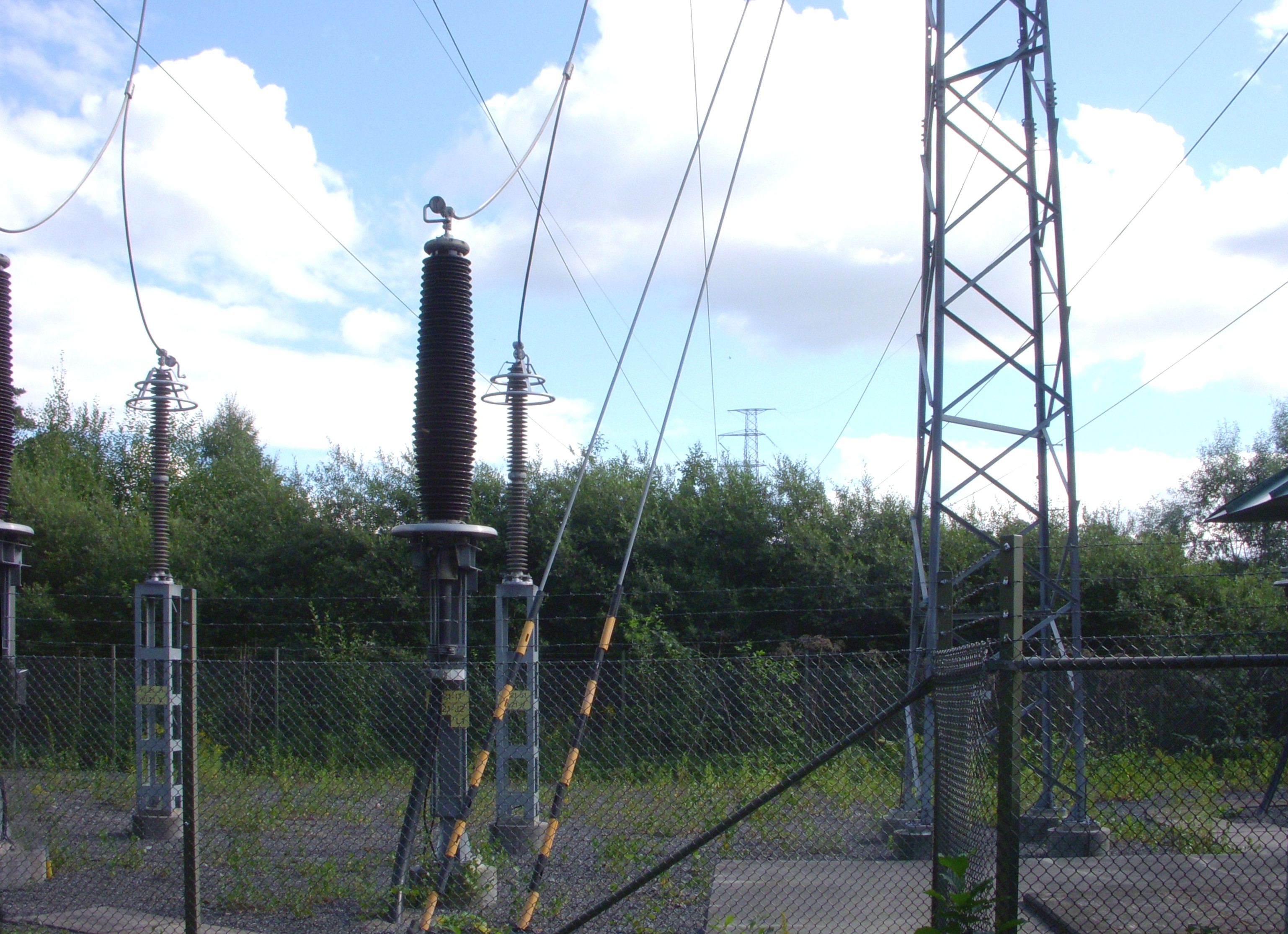
Ledningen går ner i bergtunnel vid Ålkistan.

Från norr passerar ledningen kommungränsen Solna–Stockholm i Bergshamra och när södra Bergshamra bebyggdes med bostäder på 1980-talet kom dessa mycket nära ledningen. Den pågående samhällsdebatten om magnetfält från kraftledningar väckte oro hos de boende och ledde till att den sista etappen av bostadsområdet i kvarteret Kornet lades på is.
Solna kommun beslöt att lägga en del av Stockholms första kraftledning på en kort sträcka mellan Ålkistan och Stocksundet i en djuptunnel under Bergshamra, som var färdig år 1999. Därefter kunde området bebyggas.
År 2009 framlades planer på att ledningsavsnittet mellan terminalplatsen i Stocksund och ställverket i Danderyd skall grävas ner i tunnel respektive läggas som sjökabel genom Stocksundet. Detta genomfördes i oktober 2016, med ytterligare planer på fler nedgrävda ledningar under de följande åren.